# Oxytropis adamsiana
Oxytropis adamsiana là một loài thực vật có hoa trong họ Đậu. Loài này được (Trautv.) Jurtzev miêu tả khoa học đầu tiên.